# 記事広告
記事広告（きじこうこく）とは、一般に新聞・雑誌などにおいてPR内容が通常の編集記事とよく似た体裁で編集されたペイドパブリシティ（paid publicity）の一種 。広告記事（こうこくきじ）と呼ばれることもあるが、あくまでも広告であり記事の一種ではない。
「記事広」と略称されており、アドバトリアル (Advertorial、Advertisement（広告）とEditorial（記事）のかばん語）と呼ばれることもある。一目でそれとわかる純広告とは異なり、見掛け上記事の体裁をとることであたかも新聞社や出版社が内容に対し協賛・保証しているかのような印象を与えるなど、“消費者の警戒心が薄れ”注目を集めやすいとされる（ステルスマーケティングも参照のこと）。
報道に属する新聞や雑誌の記事を作る場合は、通常はクライアント企業・広告代理店が持ち寄った情報をもとに媒体編集者（出版社・放送局など）が"公共性を勘案しながら"制作をおこなうが、広告代理店が記事を制作する場合もある。この場合、広告・商品の宣伝を主な収入源においている広告代理店は、ある程度公共性を犠牲にしてPR内容を盛り込む傾向がある。
記事広告は費用的には広告に準じた水準（追加費用発生の場合もある）となる。マスメディアにおいて広告収入が減少傾向にある中、記事広告は重要な収入源となっている。
通常、掲載枠の隅に「広告」「PR」「AD」「協力○○（企業名）」等と広告である旨が小さく書かれているが、記載していないメディアも存在しその数も増加している。そのために広告を通常の記事と誤認させる行為（ステルスマーケティング）が問題になったり、逆に通常の記事が記事広告ではないかと疑われるなどの記事内容の信頼性が損なわれる問題が発生している。
雑誌では広告枠に掲載されていることもあり、ページ番号が記入されないことが一般的である。なお、雑誌・テレビ番組など各媒体に合わせたフォーマットでつくられているものは、タイアップと呼ばれることが多い。

## 各メディアにおける導入
雑誌およびラジオにとっては広告収入の減少は深刻であり、一部を除けば記事広告による収入は生命線とも言える。ペイドパブリシティの案件にあわせて記事や番組が構成されるタイアップも見受けられる。
テレビにおいてもペイドパブリシティは広く導入されている。情報番組などにおける紹介のほか、ドラマ（特にトレンディドラマ）などで商品をさりげなく露出させる手法（プロダクトプレイスメント）も定番となっている。また明確な分類は難しいものの、テレビショッピングも記事広告の一形態と考えることができる。主に音楽番組でアーティストの歌唱中に表示される1970年代中盤まで行われていたテロップCMも、ペイドパブリシティの一種である。
民間放送のノンフィクションテレビ番組において、原則として見逃し・リアルタイムともネット配信では対象外となる映画作品を扱う場合、映像の利用ならまだしも、タイトルの発言やテレビ受像機の映り込みのみに留まる場合も含めてビデオグラム版のパッケージと宣伝テロップを載せるため、それら全てがビデオグラム版のペイドパブリシティとなっていることから、それらのVOD版でも配信の許可を受けている。劇中の上映宣伝も同様の措置を受けているが、インターネットでの宣伝が規制されている作品を中心にネット配信版では被せられる措置を採ることも少なからず存在する。
新聞においても記事広告は多いが、有力紙では「記事の隅に『PR』『企画広告』といった文字を載せる」「編集協力者として企業名を明示する」など、一目で広告とわかるような注意書きがなされるのが普通である。
またインターネット利用者の増加に伴い、この分野でのペイドパブリシティが注目されている。ブログやメールマガジンに記事広告を出す手法が広まりつつある。インターネット上で記事広告を掲載する場合、大規模なサイトやオピニオンリーダーに依頼して情報の普及を図る方法と、多数の小規模媒体に直接依頼して情報を仕掛ける方法がある。他の媒体と比べると、広告審査がない（あるいは緩い）ため幅広い表現方法が使えるメリットがあるが、執筆内容が記事広告であることが露見した場合は激しい拒否反応が起きる傾向がある。

## 提灯記事との違い
提灯記事があくまで（少なくとも表向きには）記者やメディアの自発的な意思によって取材対象を持ち上げるものであり、金銭のやり取りやその金額についても不透明であるのに対し、記事広告は依頼主が正式に広告料を負担して掲載してもらうものである。

## 問題点
記事広告の場合、企業側の情報に基づいて記事が作られ、たいていは独自取材は行なわれないので一方的な内容になる。ジャーナリズムの観点からは中立性・正確性を損なう可能性がある。記事に広告としての明記がされていない「ノンクレジット記事広告」の場合は、広告主のお金によって書いている記事にもかかわらず広告とわからない普通の記事に見えるため読者からすると単なる「やらせ記事」として捉えられる。代表的な例としては、2000年から2001年にかけて朝日新聞社が『週刊朝日』誌上における連載企画について、武富士から「編集協力費」名目で5000万円を受け取っていたにもかかわらず、誌上では「武富士」のクレジットが一回も出されなかったケースが挙げられる。一部業界では慣習化しており、急には変えられないのではないかとの見方がある広告主が「広告と分からないように記事を書いてほしい」と依頼し続ける可能性もある。その一方で、広告表記のない記事広告を是正して再発防止に取り組む企業もある。
また放送メディアの場合、放送法との兼ね合いが問題になる。第51条の2において「対価を得て広告放送を行う場合には、その放送を受信する者がその放送が広告放送であることを明らかに識別することができるようにしなければならない」と規定されており、一部のペイドパブリシティはこれに抵触しているのではという指摘もある。
ジャーナリズムにおいて記事広告の取扱には細心の注意が求められ、一般消費者側ではメディア・リテラシーが求められる。